# Lijst van nummer 1-hits in de Nederlandse Top 40 in 1972
Deze hits stonden in 1972 op nummer 1 in de Nederlandse Top 40.
| Nummer | Datum        | Artiest                                                                | Titel                                   |
| ------ | ------------ | ---------------------------------------------------------------------- | --------------------------------------- |
| 105    | 1 januari    | Mouth & MacNeal                                                        | How Do You Do                           |
|        | 8 januari    | Mouth & MacNeal                                                        | How Do You Do                           |
|        | 15 januari   | Mouth & MacNeal                                                        | How Do You Do                           |
| 106    | 22 januari   | Middle of the Road                                                     | Sacramento                              |
|        | 29 januari   | Middle of the Road                                                     | Sacramento                              |
|        | 5 februari   | Middle of the Road                                                     | Sacramento                              |
|        | 12 februari  | Middle of the Road                                                     | Sacramento                              |
|        | 19 februari  | Middle of the Road                                                     | Sacramento                              |
|        | 26 februari  | Middle of the Road                                                     | Sacramento                              |
|        | 4 maart      | Middle of the Road                                                     | Sacramento                              |
| 107    | 11 maart     | The Sweet                                                              | Poppa Joe                               |
|        | 18 maart     | The Sweet                                                              | Poppa Joe                               |
|        | 25 maart     | The Sweet                                                              | Poppa Joe                               |
|        | 1 april      | The Sweet                                                              | Poppa Joe                               |
| 108    | 8 april      | Middle of the Road                                                     | The talk of all the U.S.A.              |
|        | 15 april     | Middle of the Road                                                     | The talk of all the U.S.A.              |
| 109    | 22 april     | Vicky Leandros                                                         | Après toi                               |
|        | 29 april     | Vicky Leandros                                                         | Après toi                               |
|        | 6 mei        | Vicky Leandros                                                         | Après toi                               |
|        | 13 mei       | Vicky Leandros                                                         | Après toi                               |
| 110    | 20 mei       | Earth & Fire                                                           | Memories                                |
|        | 27 mei       | Earth & Fire                                                           | Memories                                |
| 111    | 3 juni       | Mouth & MacNeal                                                        | Hello-a                                 |
|        | 10 juni      | Mouth & MacNeal                                                        | Hello-a                                 |
|        | 17 juni      | Mouth & MacNeal                                                        | Hello-a                                 |
|        | 24 juni      | Mouth & MacNeal                                                        | Hello-a                                 |
|        | 1 juli       | Mouth & MacNeal                                                        | Hello-a                                 |
|        | 8 juli       | Mouth & MacNeal                                                        | Hello-a                                 |
| 33     | 15 juli      | Procol Harum                                                           | A whiter shade of pale                  |
|        | 22 juli      | Procol Harum                                                           | A whiter shade of pale                  |
|        | 29 juli      | Procol Harum                                                           | A whiter shade of pale                  |
| 112    | 5 augustus   | Julio Iglesias                                                         | Un canto a Galicia                      |
| 113    | 12 augustus  | Hot Butter / The Pop-Corn Makers / Anarchic System / Revolution System | Popcorn / Pop corn / Pop corn / Popcorn |
|        | 19 augustus  | Hot Butter / The Pop-Corn Makers / Anarchic System / Revolution System | Popcorn / Pop corn / Pop corn / Popcorn |
|        | 26 augustus  | Hot Butter / The Pop-Corn Makers / Anarchic System / Revolution System | Popcorn / Pop corn / Pop corn / Popcorn |
|        | 2 september  | Hot Butter / The Pop-Corn Makers / Anarchic System / Revolution System | Popcorn / Pop corn / Pop corn / Popcorn |
|        | 9 september  | Hot Butter / The Pop-Corn Makers / Anarchic System / Revolution System | Popcorn / Pop corn / Pop corn / Popcorn |
|        | 16 september | Hot Butter / The Pop-Corn Makers / Anarchic System / Revolution System | Popcorn / Pop corn / Pop corn / Popcorn |
|        | 23 september | Hot Butter / The Pop-Corn Makers / Anarchic System / Revolution System | Popcorn / Pop corn / Pop corn / Popcorn |
| 114    | 30 september | Alexander Curly                                                        | I'll never drink again                  |
|        | 7 oktober    | Alexander Curly                                                        | I'll never drink again                  |
| 115    | 14 oktober   | Lynsey de Paul                                                         | Sugar me                                |
|        | 21 oktober   | Lynsey de Paul                                                         | Sugar me                                |
|        | 28 oktober   | Lynsey de Paul                                                         | Sugar me                                |
|        | 4 november   | Lynsey de Paul                                                         | Sugar me                                |
| 116    | 11 november  | Vicky Leandros                                                         | Ich hab' die Liebe geseh'n              |
|        | 18 november  | Vicky Leandros                                                         | Ich hab' die Liebe geseh'n              |
|        | 25 november  | Vicky Leandros                                                         | Ich hab' die Liebe geseh'n              |
|        | 2 december   | Vicky Leandros                                                         | Ich hab' die Liebe geseh'n              |
|        | 9 december   | Vicky Leandros                                                         | Ich hab' die Liebe geseh'n              |
| 117    | 16 december  | The Osmonds                                                            | Crazy horses                            |
|        | 23 december  | The Osmonds                                                            | Crazy horses                            |
|        | 30 december  | The Osmonds                                                            | Crazy horses                            |